# 6-та авіаційна дивізія (Третій Рейх)
6-та авіаційна дивізія (Третій Рейх) (нім. 6. Flieger-Division) — авіаційна дивізія повітряних сил нацистської Німеччини за часів Другої світової війни.

## Історія
6-та авіаційна дивізія Люфтваффе створена 1 лютого 1939 року на аеродромі Франкфурт-на-Майні наказом Рейхслюфтфарктміністерства (RLM) та увійшла до складу 3-го повітряного флоту. 2 жовтня 1939 року перетворена на 2-й корпус ППО.

## Основні райони базування штабу 6-ї авіаційної дивізії
| Час                      | Місто              |
| ------------------------ | ------------------ |
| 1-е формування:          |                    |
| 1 лютого — 2 жовтня 1939 | Франкфурт-на-Майні |

## Командування

### Командири
- генерал-майор Отто Десслох (нім. Otto Deßloch) (1 лютого — 2 жовтня 1939).

## Підпорядкованість
| Час                      | Командування флот   |
| ------------------------ | ------------------- |
| 1 лютого — 2 жовтня 1939 | 3-й повітряний флот |

## Бойовий склад 6-ї авіаційної дивізії
- штаб 53-ї бомбардувальної ескадри (KG 53);
- II./53-ї бомбардувальної ескадри (II./KG 53);
- III./53-ї бомбардувальної ескадри (III./KG 53);
- III./51-ї ескадри пікіруючих бомбардувальників (III./St.G. 51);
- II./76-ї ескадри важких винищувачів (II./ZG 76);